# Майер, Цуния Григорьевна
Цуния (Юния) Григорьевна Майер (26 июня (8 июля) 1895 — 30 апреля 1967) — советский деятель кинематографа, художник-постановщик, художник по костюмам.

## Биография
В 1928 году окончила художественный институт в Киеве. С середины 30-х гг. работала в Киеве, на киностудии художественных фильмов.

## Фильмография
- 1935 — Прометей (Украинфильм, совм. с В. Кричевским)
- 1935 — Песни Украины
- 1936 — Наталка Полтавка
- 1941 — Богдан Хмельницкий
- 1947 — Подвиг разведчика
- 1951 — Тарас Шевченко
- 1952 — Максимка (совм. с Михаилом Юферовым)[1]
- 1953 — Запорожец за Дунаем
- 1956 — Триста лет тому…
- 1957 — Конец Чирвы-Козыря и др.